# Heiloo
Heiloo és un municipi de la província d'Holanda del Nord, al centre-oest dels Països Baixos. L'1 de gener de 2009 tenia 22.248 habitants repartits per una superfície de 18,99 km² (dels quals 0,23 km² corresponen a aigua). Limita al nord amb Bergen i Alkmaar i al sud amb Castricum.

## Centres de població
- Bollendorp
- Kaandorp
- Kapel
- Oosterzij

## Nascut a Heiloo
- Jos Brink (1946-2007): actor, escriptor, presentador, cabaretista i ministre i activista LGBT

## Ajuntament
El consistori està format per 19 regidors:
- Heiloo 2000 - 5 regidors
- VVD 5 regidors
- PvdA 3 regidors
- CDA 3 regidors
- GroenLinks - 2 regidors
- NCPN - 1 regidor